# Ксенозавр пласкоголовий
Ксенозавр пласкоголовий (лат. Xenosaurus platyceps) — представник роду Ксенозавр з родини Ксенозаврів.

## Опис
Загальна довжина тіла сягає 18—20 см. Особливістю цього представника ксенозаврів є дуже пласка голова, звідки й походить назва рептилії. Тулуб має циліндричну форму, трохи стиснутий. Хвіст досить довгий, стиснутий з боків. луска на спині дещо більше за черевну луску. На спині та голові є численні невеличкі горбики. Колір шкіри спини коричнюватий або сіруватий. Черево світліше за спину. Кінцівки міцні, кігті довгі та потужні.

## Спосіб життя
Полюбляє дубові ліси, кам'янисті та скелясті місцини. Часто ховається серед них вдень. Пласкоголовий ксенозавр активний вночі. Харчується комахами, рослинами та фруктами.
Це яйцеживородні ящірки. Самиця народжує 3—4 дитинчат.

## Розповсюдження
Це мексиканський ендемік. Займає невелику площину у центральній та східній Мексиці (штати Керетаро та Тамауліпас).